# Kosnea, Malîn
Kosnea (în ucraineană Косня) este un sat în comuna Vîșiv din raionul Malîn, regiunea Jîtomîr, Ucraina.

## Demografie
Componența lingvistică a localității Kosnea
     Ucraineană (98,77%)
     Rusă (1,23%)
Conform recensământului din 2001, majoritatea populației localității Kosnea era vorbitoare de ucraineană (98,77%), existând în minoritate și vorbitori de rusă (1,23%).